# Thompson M1923 Autorifle
Il Thompson Autorifle era un prototipo di fucile semiautomatico, ideato da John T. Thompson, a massa battente ritardata con sistema di chiusura Blish. Camerato per il calibro .30-06, nel 1923 fu proposta una variante in calibro 7,62 mm R.

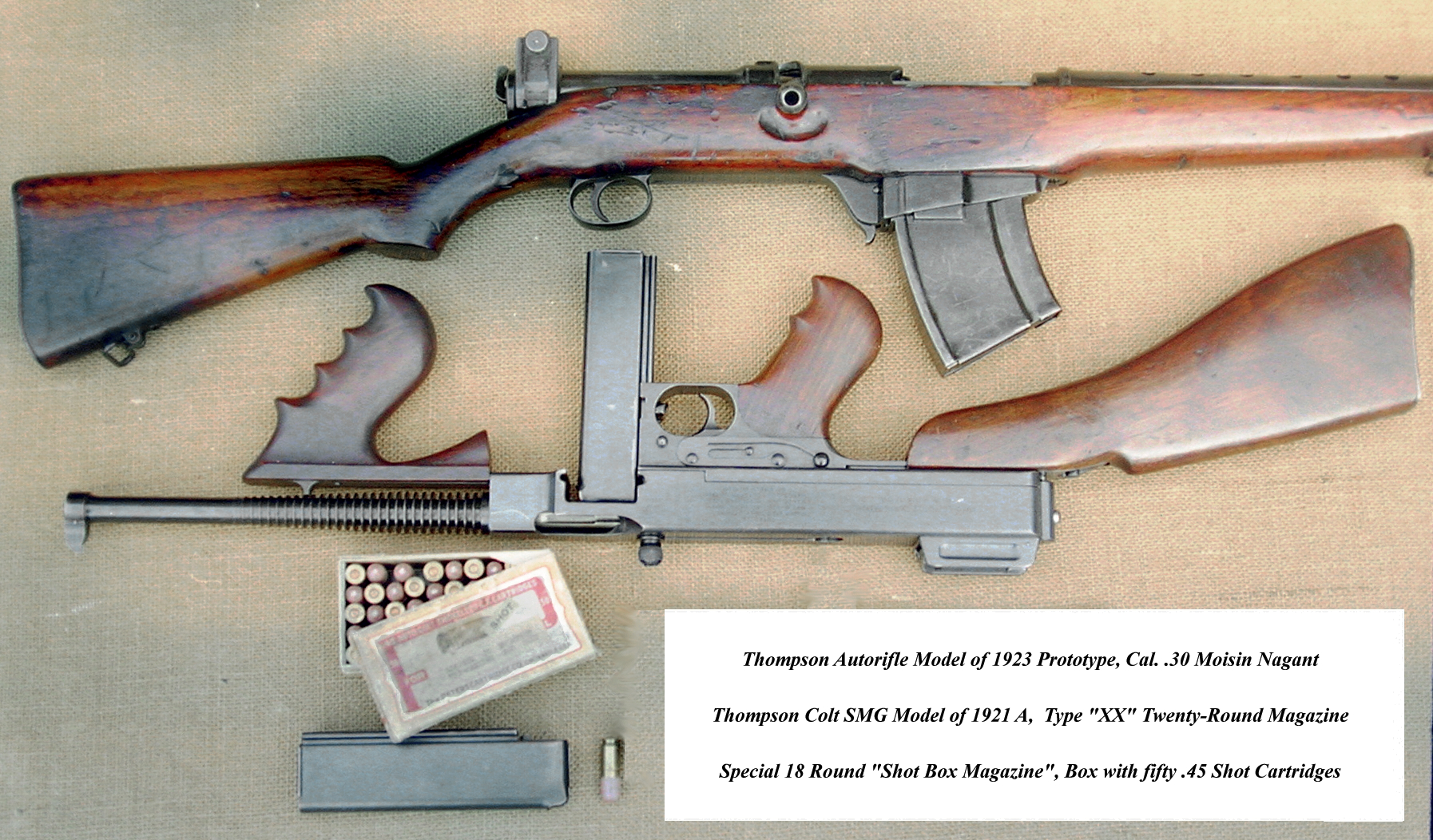
Thompson Autorifle (sopra) comparato con quella che divenne poi il Model 1921 (sotto).

Diversi esemplari vennero forniti dalla Auto-Ordanance all'esercito ma l'arma non venne mai adottata. Dopo diverse modifiche, tra cui il cambio di munizione da .30-06 a .276 Pedersen, l'arma assunse la denominazione Autorifle M1929.
Fu indetta una competizione tra la nuova variante (sempre a massa battente ritardata) e l'innovativo fucile proposto da John Garand (in .30-06 e operato a gas). L'arma di Garand trionfò su tutta la linea ed entrò in servizio con la denominazione Garand M1.
L'aspetto forse migliore dell'arma era il non utilizzo dell'allora embrionale e complesso sistema di riarmo a gas. Tuttavia, questo aspetto non bastava a garantire all'arma la superiorità sul progetto di Garand: il sistema Blish (che, oltre a non basarsi su nessun principio fisico valido, prevedeva lo scorrimento di superfici metalliche sotto pressione) richiedeva l'utilizzo di munizioni lubrificate e l'espulsione del bossolo risultava piuttosto violenta, fino al punto da essere pericolosa sia per l'operatore sia per coloro che si trovavano nelle vicinanze.